# Teslasena
Teslasena là một chi bọ cánh cứng trong họ 
Elateridae.
Chi này được miêu tả khoa học năm 1892 bởi Fleutiaux.

## Các loài
Các loài trong chi này gồm:
- Teslasena femoralis Lucas, 1857
- Teslasena foucarti Chassain, 2005
- Teslasena lucasi Fleutiaux, 1899